# Форсселль, Карл
Карл Отто Форсселль (швед. Carl Otto Forssell, 25 октября 1917 — 28 ноября 2005) — шведский фехтовальщик-шпажист, призёр Олимпийских игр и чемпионатов мира.

## Биография
Родился в 1917 году в Стокгольме. В 1938 году стал серебряным призёром чемпионата мир, в 1947 году повторил этот результат. В 1948 году завоевал бронзовую медаль на Олимпийских играх в Лондоне. В 1949 году стал обладателем серебряной медали чемпионата мира. На чемпионате мира 1950 года завоевал серебряную и бронзовую медали. В 1951 году стал обладателем бронзовой медали чемпионата мир. В 1952 году на Олимпийских играх в Хельсинки стал обладателем серебряной медали в командной шпаге, а в личном первенстве стал 8-м. В 1954 году стал обладателем серебряной медали чемпионата мира. В 1956 году принял участие в Олимпийских играх в Мельбурне, но медалей не завоевал.